# World Class Championship Wrestling
World Class Championship Wrestling - американська федерація реслінґу, що нині припинила свою діяльність. Була заснована у 1966 році Едом Маклемором. Головний офіс розташовувався у місті Даллас та Форт-Ворт. З моменту створення виконувала роль терен розвитку иолодих талантів NWA, однак у 1986 році стала незалежною федерацією. 

## Відомі реслери
- Льодяна Брила Стів Остін
- Рік Флер
- Джеррі Лоулер
- Андертейкер
- Шон Майклз